# 安倍の大滝
安倍の大滝（あべのおおたき）は、静岡県静岡市葵区にある滝。日本の滝百選に数えられている他、日本三大名瀑に数えられることもある。「駿河大滝」「乙女の滝」とも言われる。

## 概要
安倍川の上流、梅ヶ島温泉の近くに位置する。落差80m、幅4m（諸説あり）の直瀑で、水量の多いときは豪快な景色を見ることができる。

## アクセス

### 自家用車利用の場合
静岡市内から静岡県道29号梅ケ島温泉昭和線で安倍川を遡り、梅ヶ島温泉に至るルートが一般的。温泉街に無料駐車場がある。
山梨県側の身延町から豊岡梅ヶ島林道に入り安倍峠を越えて梅ヶ島温泉に至るルートもあるが、豊岡梅ヶ島林道は元々悪路であり、近年全舗装されたが依然細い道が延々と続きマイクロバスより大きな車の乗り入れは禁止されている。また、落石、土砂崩れも多くしばしば通行止めになる。
梅ヶ島温泉から県道29号を少し下った「安倍の大滝入口」のバス停付近に遊歩道の入口がある。途中吊橋を渡り、約1.2km、片道45分程度のコースである。
豊岡梅ヶ島林道で安倍峠と梅ヶ島温泉との中間点にも入口がある。距離、時間的には上記ルートより短いものの、登山道が急であまり整備されていない。

### バス利用の場合
静岡駅・新静岡駅からバス（しずてつジャストライン梅ヶ島温泉行）「安倍の大滝入口」停留所 徒歩約30分。

## 周辺
安倍川水系には滝が多く、他に鯉ヶ滝、温泉湯滝、三段の滝、赤水の滝、不動の滝等があり、滝めぐりをする事もできる。特に赤水の滝は少々遠望となるが、安倍の大滝に勝るとも劣らぬ規模を誇る。県道29号沿いの駐車場から2,3分で展望台に辿りつく。
また、周辺には、梅ヶ島温泉、梅ヶ島新田温泉、梅ヶ島コンヤ温泉があり、日帰り入浴も可能。